# Половлі
Поло́влі — село в Україні, у Володимирецькій селищній громаді Вараського району Рівненської області. Населення становить 873 осіб.

## Географія
Село розташоване на лівому березі річки Стубли. На північній стороні від села бере початок річка Вирок, права притока Стиру.

## Історія
У 1906 році село Володимирецької волості Луцького повіту Волинської губернії. Відстань від повітового міста 106 верст, від волості 14. Дворів 45, мешканців 301.
12 червня 2020 року, відповідно до розпорядження Кабінету Міністрів України № 722-р від «Про визначення адміністративних центрів та затвердження територій територіальних громад Рівненської області», увійшло до складу Володимирецької селищної громади.
19 липня 2020 року, в результаті адміністративно-територіальної реформи та ліквідації Володимирецького району, село увійшло до складу Вараського району.

## Населення
За переписом населення 2001 року в селі мешкало 866 осіб.

### Мова
Розподіл населення за рідною мовою за даними перепису 2001 року:
| Мова       | Відсоток |
| ---------- | -------- |
| українська | 99,43 %  |
| російська  | 0,46 %   |

## Історія бібліотеки
В центрі села розташовувався старенький клуб, де збиралася молодь села Половлі на вечорниці. Тут, у клубі, зі слів очевидців, в одній кімнаті містилася й перша бібліотека. Бібліотечний літопис започатковано в 1947 році. Маленька книгозбірня користувалася значним попитом. Книги зберігалися в шафах, точна кількість книг невідома.
Згуртував навколо себе десятки однодумців — читачів перший бібліотекар — Шершень Арсен Якович, житель м. Володимирець. Він працював до 1951 року, і виїхав з села.
З 1951 року по 1952 роки естафету перейняла молода 18-річна дівчина — Тиха Ірина Лукашівна. Працювала вона недовго. В 1953 році книгозбірню очолила жителька м. Володимирець Кравець Катерина.
Побудувався новий Будинок культури. Бібліотека розташувалася у двох кімнатах нового приміщення.
В село Половлі приїхала молодий спеціаліст — зоотехнік, жителька Чернівецької області Щорського району с. Заріччя Басюк (Савоста) Паша Йосипівна. Деякий час працювала в колгоспі імені Леніна с. Половлі. Вийшла заміж, залишилась працювати в селі. Прийняла бібліотеку в 1963 році. 1959—1960 роки навчалася в Дубнівському культосвітньому училищі (заочне відділення, бібліотечний відділ). Працювала до 1989 року.
Слід відмітити, що у 1980-х роках надходження літератури особливо зростає, зокрема й періодичних видань.
У 1989 році на зміну Паші Йосипівни прийшла працювати молодий спеціаліст Леся Герасим'юк (с. Антоніка, Володимирецького району). Працювала до 1991 року. Вийшла заміж і виїхала в м. Рівне. Наказом по Володимирецькому відділу культури від 5 серпня 1991 року призначено на роботу завідувачки Половлівської сільської бібліотеки Сиротюк Наталію Мусіївну. З 1988—1991 роках навчалася і закінчила Дубнівське культосвітнє училище (з 1991 року — Дубнівське училище культури).
У 2002 році починається поступове відродження бібліотечної справи. Зростає надходження книг, періодичних видань. Книжковий фонд Половлівської сільської бібліотеки станом на 1.01 2002 рік становив 8721 примірників видань, 8 назв періодичних видань.
У 2002 році проведена реорганізація бібліотеки і стала вона публічно-шкільною. Станом на 1 січня 2003 року загальна кількість примірників видань — 12906, 7 назв періодичних видань. Нині в нашому активі 536 користувачів, з них 205 дітей 1-9 класів. Книжковий фонд становить 14058 примірників видань, 11 назв періодичних видань.
Традиційними в роботі бібліотеки стали години інформації, літературні вечори, виставки — перегляди, заходи на допомогу навчально — виховному процесу. Бібліотека бере активну участь у проведенні Тижня дитячої книги, Шевченківських днів. Систематично проводяться заходи з відзначення знаменних і пам'ятних дат України. Бере участь у різноманітних районних і обласних конкурсах.

## Відомі люди

### Народилися
- Моніч Карпо Арсентійович — державний і громадський діяч.

Наталія Мусіївна БасюкНаталія Мусіївна Басюк
Підготовка до навчального рокуПідготовка до навчального року
Наймолодші читачіНаймолодші читачі
Музейна експозиціяМузейна експозиція